# LGBT práva v Austrálii

Duhová mapa Austrálie

Neoficiální vlajka Austrálie v růžové barvě

Práva leseb, gayů, bisexuálů a translidí (LGBT) se v Austrálii od konce 20. století rozvinula natolik, že je LGBT komunita chráněná rozsáhlou anti-diskriminační legislativou, a že má takřka stejná práva a povinnosti jako zbytek populace. 9. prosince 2017 se Austrálie stala v pořadí již 25. světovou zemí, která legalizovala manželství pro páry stejného pohlaví, a to předchozím nezávazném poštovním plebiscitu, v němž se většina voličů vyslovila pro přijetí takového zákona. Kladný výsledek motivoval svazový parlament k přijetí novely zákona o manželství 7. prosince 2017. Schválený zákon pak následující den podepsala britská královna Alžběta II. v zastoupení generálním guvernérem.
Austrálie je federací několika států a teritorií, což znamená, že postavení LGBT a intersex práv se liší napříč jednotlivými jurisdikcemi. V letech 1975–1997 se v jednotlivých státech a teritoriích postupně rušily antihomosexuální zákony pocházející z období kolonizace Britským impériem. Od r. 2016 je ve všech jurisdikcích sjednocený legální věk způsobilosti k pohlavnímu styku. Většina států a teritorií nabízí výmaz z trestního rejstříku pro každého, kdo byl v minulosti stíhaný a odsouzení za konsensuální stejnopohlavní sexuální pohlavní styk.
Státy a teritoria začaly od r. 2003 umožňovat homosexuálním párům uzavřít domácí partnerství, které jim dávalo určitý právní status. Od r. 2009 začal platit vylepšený federální zákon o neregistrovaném de facto soužití. Před legalizací stejnopohlavního manželství uznávala většina států a teritorií stejnopohlavní svazky a zámořská stejnopohlavní manželství pouze limitovaně, a to prostřednictvím registrovaného partnerství, domácího partnerství, občanských svazků nebo státem uznávaného neregistrovaného de facto soužití.
Všechny státy a teritoria, vyjma Severního teritoria, umožňují společnou adopci dětí homosexuálními páry i adopci dítěte jednoho z homosexuálních partnerů. Diskriminace jiných sexuálních orientací a genderových identit je zakázaná ve všech státech a teritoriích, a to podle federálního zákona o ochraně jiných sexuálních orientací, genderových identit a osob s neurčitým pohlavím, který je účinný od 1. srpna 2013.
Transgender Australané a Australanky mohou procházet úřední změnou pohlaví, jejíž součástí je vyhotovení nových dokumentů, včetně rodného listu, ale ve většina států a teritorií tomu musí předcházet také chirurgická změna pohlaví. Australané s nejednoznačným pohlavím smějí mít ve federálních právních dokumentech status neurčitého pohlaví. Nicméně většina intersexuálních Australanů má zkušenosti s korektivními lékařskými zásahy v dětství.
Austrálie je celosvětově zařazovaná mezi nejvíce gay friendly země. Podle statistik většina Australanů podporuje stejnopohlavní manželství. Výzkum z r. 2013 od Pew Research shledal, že si 79 % Australanů myslí, že by měla být homosexualita společensky akceptovaná, což zemi činí pátou nejvíce podporující na světě po Španělsku (88 %), Německu (87 %), Kanadě a Česku (oba 80 %). Díky dalekosáhlé historii LGBT práv a každoročnímu konání třítýdenního festivalu Mardi Gras má Sydney oficiální status jedné z nejvíc gay friendly metropolí.

## Přístup
V Austrálii se více ustálila zkratka LGBTI než více známá LGBT, která ve svém označení opomíjí intersexuální osoby s nejasným anatomickým pohlavím I. Organizace zaobírající se jak intersexuály, tak i LGBT jsou Národní LGBTI zdravotnická aliance a komunitní média. Kromě uvedeného se běžně užívá i dalekosáhlejší termín LGBTQI, případně i LGBTQIA zahrnující i asexuální osoby "A".

## Zákony týkající se homosexuality
Během britské kolonizace v 18. století byly veškeré zákony týkající se sexuální aktivity mezi muži podřízené právu Velké Británie, a tudíž považovány za těžký zločin sodomie, jehož spáchání se trestalo smrtí. Trest smrti za sodomii byl zmírněn na doživotní vězení v r. 1899. Od druhé poloviny do konce 20. století začaly pomalu jednotlivé státy a teritoria rušit své zákony proti sodomii a celkový náhled na homosexualitu se začal posouvat k lepšímu. Léta postupné dekriminalizace homosexuality jsou následující:
- Teritorium hlavního města Austrálie: říjen 1973
- Jižní Austrálie: srpen 1975
- Victoria: březen 1981
- Severní teritorium: říjen 1983
- Nový Jižní Wales: červen 1984
- Západní Austrálie: březen 1990
- Queensland: listopad 1990
- Australský svaz: prosinec 1994
- Tasmánie: květen 1997

### Legální věk způsobilosti k pohlavnímu styku
Veškeré státy a teritoria (kromě Queenslandu) mají rovný věk legální způsobilosti k pohlavnímu styku pro obě orientace i pohlaví zúčastněných. Ten je stanoven ve všech státech, teritoriích a na federální úrovni na 16 let, s výjimkou Tasmánie a Jižní Austrálie, kde je stanoven na 17 let. V Queenslandu je legální věk způsobilosti stanoven na 16 let pro vaginální a orální sex, zatímco pro anální sex je stanoven na 18 let. Toto ustanovení pochází z r. 1990, kdy byla na tomto území dekriminalizovaná sodomie pro heterosexuální a homosexuální muže. Maximální trest za porušení tohoto zákona je až čtrnáctileté odnětí svobody bez ohledu na to, zda bylo možné odhadnout skutečný věk druhého ze zúčastněných.

### Zpětná vymahatelnost práva
Čtyři z osmi jurisdikcí Austrálie (Jižní Austrálie, Victorie, Nový Jižní Wales a Teritorium hlavního města Austrálie) vymazávají na žádost ze seznamu rejstříků homosexuálních mužů záznamy o spáchaných trestných činech před dekriminalizací.

## Proces změny pohlaví
Rodné listy jsou vydávány v rámci jurisdikcí na rozdíl od manželství a cestovních dokladů spadajících pod celou Austrálii.

### Rodné listy
Rodné listy vystavují státy a teritoria. Ve většině z nich je anebo se zavedla povinnost sterilizace pro obdržení nových identifikačních dokladů. Úřadům v Novém Jižním Walesu postačí k takovémuto kroku pouze „prohlášení o podstoupené změně pohlaví“. V r. 2014 se k podobnému kroku odhodlalo i Teritorium hlavního města Austrálie a umožnilo změnu kolonky pohlaví v úředních dokumentech bez nutnosti chirurgického zákroku.
Podle zprávy Australské mezinárodní intersex organizace je možnost okamžité změny dokladů úspěchem i pro intersex osoby, které si rovněž přejí mít úředně zaznamenané pohlaví, v němž se cítí lépe. Nový krok chápou jako vylepšení administrativního procesu.

#### Rozsudek Nejvyššího soudu o neurčitém pohlaví
Norrie May-Welby je Skotský Australan, který se proslavil jako první transčlověk v Austrálii veřejně usilující o právní uznání statusu nejednoznačného pohlaví. Žalovaný stát Nový Jižní Wales se v této záležitosti odvolával.
V dubnu 2014 rozhodl Nejvyšší soud Austrálie jednomyslně v kauze Registr narození, úmrtí a manželství NSW vs. Norrie (2014), HCA 11 tak, že i přes podstoupenou chirurgickou operaci, má androgyn Norrie právo být veden jako osoba s nejednoznačným pohlavím. Rozsudku již předcházela legislativa uznávající institut třetího pohlaví, což možná bylo jedním z důvodů, proč soudci rozhodli ve prospěch Norrieho, tedy jeho legalizace v celé Austrálii.

### Cestovní doklady
Jednotná směrnice platná pro celý Australský svaz zveřejněná v květnu 2013 a účinná od 1. července 2013 umožňuje každé dospělé osobě si zvolit, zda se identifikuje jako muž, žena nebo X. Úřední změně pohlaví sice musí předcházet vyjádření lékaře či psychologa, nicméně chirurgický zásah není vyžadován.
Alex MacFarlane se začátkem r. 2003 stala první osobou, jíž byl vystaven cestovní pas s nejednoznačným pohlavím. Západní Australané toto chápali jako výzvu ze strany MacFarlane k používání rodných listů s neurčitým pohlavím od Státu Victoria. Například radní Tony Briffa osobně na svých webových stránkách prohlásil, že jeho rodný list je stejné tajemství jako jeho pohlaví, což jej činí prvním otevřeně intersexuálním politikem na světě.
Politika australské vlády v letech 2003-11 se k aspektům cestovních dokladů s nejednoznačným pohlavím stavěla tak, že jejich vystavení musí předcházet žádost s přiloženým rodným listem, v němž je pohlaví evidované jako neurčité.
V r. 2011 vydal Australský pasový úřad novou směrnici, která umožňuje poskytování nových cestovních dokladů i těm, kteří mají své pohlaví pouze zaevidované jako neurčité v jiných dokumentech. Podle předchozí legislativy nebyla chirurgie nutným předpokladem k získání pasu s novým pohlavím. Rodné a občanské dokumenty se nemusely měnit.

## Lékařský přístup k translidem

### Rozsudek Nejvyššího soudu ohledně povinné sterilizace
V r. 2012 rozhodl Nejvyšší soud v kauze AB vs. Západní Austrálie tak, že žalující dva transmuži nemusí projít sterilizací po podstoupené mastektomii a hormonální změně pohlaví pro obdržení nových dokladů.

### Přístup k dospívajícím
V r. 2013 byl ze strany Rodinného soudu Austrálie poskytnut dvanáctileté dívce v chlapeckém těle přístup k procesu zastavení vývoje pohlavních orgánů. Soudkyně tehdy shledala, že dívka v chlapeckém těle výrazně psychicky i emočně strádá, což by případný rozvoj sekundárních pohlavních znaků ještě zhoršil. Z tohoto důvodu jí bylo umožněno brát patřičné medikamenty přerušující proces dospívání v muže. Dítěti byla v r. 2008 diagnostikovaná genderová dysforie, jak potvrdila její matka, nevlastní otec, širší rodina, učitelé i lékaři.

## Lékařský přístup k intersexualitě
V říjnu 2013 zveřejnil australský senát zprávu s názvem 'Nedobrovolná nebo nucená sterilizace intersex lidí v Austrálii', která se zabývala procesem "normalizační chirurgie" běžně praktikované na novorozencích a malých dětech. Vyjádřil se k této záležitosti takto: „Normalizační chirurgie je více než tělesná rekonstrukce. Jedná se o zamyšlenou dekonstrukci intersexuální fyziologie a také tvorbu identity ke konformitě se stereotypy genderových kategorií muž a žena. Navíc se při enormním úsilí o normalizaci pohlaví a zařazení dané osoby do jedné z kategorií nebere v potaz, zda je to opravdu nutné a žádoucí. Vzhledem k nesmírně složitému a rizikovému lékařskému procesu, který je s tímto obvykle spojen, jsou známy případy extrémních důsledků.“ Ke zprávě bylo přiloženo 15 doporučení vedoucí k ukončení kosmetických úprav genitálií na dětech a novorozencích a nařízení právních přezkumů konkrétních případů. Prezident Australské mezinárodní intersex organizace se vyjádřil takto: „Komise Senátu posunula debatu ke správnému přístupu k intersexualitě. Pokud její doporučení projdou, budou práva intersex dětí a budoucích dospělých chráněná efektivněji.“
11. listopadu 2014 přijala Legislativní rada Nového Jižního Walesu návrh zabývající se stigmaty a porušováním lidských práv s žádostí o větší spolupráci s vládou v rámci implementace doporučení ze zprávy Senátní komise z r. 2013.

## Stejnopohlavní soužití

### Právní uznání párů žijících de facto ve společné domácnosti
Austrálie dává párům stejného pohlaví, včetně těch kteří uzavřeli sňatek v zahraniční jurisdikci nebo sub-jurisdikci, status svazku. Následujíc po zprávě Australského výboru pro lidská práva (Australian Human Rights Commission): Aspekty stejnopohlavního soužití a přezkumu legislativy Společenství, připravila v r. 2009 australská vláda několik reforem vedoucím ke zrovnoprávnění stejnopohlavních párů a rodin. Reformy novelizovaly 85 zákonů Společenství za účelem odstranění diskriminace párů stejného pohlaví a jejich dětí v několika různých oblastech a zformovaly dva zákony: Zákon o soužití osob stejného pohlaví (Rovné zacházení ve všeobecné reformě práva Společenství britských národů) z r. 2008 a Zákon o soužití osob stejného pohlaví (Rovné zacházení v penzijním systému Společenství britských národů) z r. 2008. Tyto zákony měly za následek změnu dalších existujících zákonů Společenství vedoucích k rovnému zacházení s páry stejného pohlaví a jejich dětmi v následujících aspektech:
- Daně
- Penzijní systém
- Zdravotní pojištění
- Sociální služby
- Péče o seniory a sociálně-právní ochrana dětí
- Imigrace
- Občanství
- Vojenské záležitosti

### Stejnopohlavní soužití a jeho právní uznání napříč státy a teritorii
Většina australských států a teritorií má své vlastní zákony o registrovaném partnerství, civilních svazcích a jiných formách soužití osob stejného pohlaví, kromě Západní Austrálie, Norfolku a Severního teritoria. Forma registrovaného partnerství v Jižní Austrálii je jako jediná považovaná za nejvíc nevyhovující pro páry žijící v ní.
Na území Teritoria hlavního města Austrálie mají páry stejného pohlaví možnost vstoupit do civilních svazků a v Queenslandu do civilního partnerství (zákon je zatím v legisvakanční lhůtě). Obě formy unií umožňují párům vstupujícím do nich mít standardní svatební obřad a i právní řád státu Queensland obecně pracuje spíše se společným termínem civilní svazek. V Novém Jižním Walesu, Queenslandu, Tasmánii a Victorii mohou vstupovat stejnopohlavní páry do registrovaného partnerství. Všechny tyto právní instituty znamenají úřední doklad existence soužití, čímž páry žijící v nich dostávají stejná práva jako páry de facto žijící podle federálního zákona bez vstupu do jedné z institucí. Tímto způsobem je faktické soužití podobné registrovanému partnerství anebo civilnímu svazku v jiných částech světa. Jižní Austrálie rovněž pracuje s termínem registrované partnerství, kdy přistoupivší páry úředně stvrdí svůj svazek prostřednictvím formuláře Vzájemné prohlášení o registraci soužití. V porovnání s ostatními státy se jedná o náročnější proces. V Západní Austrálii a Severním teritoriu musí často páry stejného pohlaví čekat na souhlas soudu, aby mohl získat status de facto existujících párů. V Norfolku bude s účinností od 1. července 2016 začleněna legislativy Nového Jižního Walesu v rámci Návrhu změny legislativy Ostrova Norfolk (2015).
Počínaje od prosince 2015 uznávají čtyři australské státy (Tasmánie, Nový Jižní Wales, Queensland a Victoria) obývané 80 % australské populace stejnopohlavní manželství a jiné formy stejnopohlavního soužití uzavřené v zámoří s automatickým úředním záznamem v příslušném státním registru.
| Stát/Teritorium                     | Úřední status soužití                        | Anti-diskriminační legislativa | Navržená legislativa                                                 |
| ----------------------------------- | -------------------------------------------- | ------------------------------ | -------------------------------------------------------------------- |
| Teritorium hlavního města Austrálie | Civilní svazky                               | Yes                            | -                                                                    |
| Nový Jižní Wales                    | Registrované partnerství                     | Yes                            | -                                                                    |
| Norfolk (ostrov)                    | Registrované partnerství                     | Yes                            | -                                                                    |
| Severní teritorium                  | Fakticky existující svazky bez registrace    | Yes                            | -                                                                    |
| Queensland                          | Civilní partnerství                          | Yes                            | -                                                                    |
| Jižní Austrálie                     | Registrované partnerství (Dohoda bez obřadu) | Yes                            | Navržená novela stanov z r. 2016 (Genderová identita a spravedlnost) |
| Tasmánie                            | Registrované partnerství s obřadem           | Yes                            | -                                                                    |
| Victoria                            | Registrované partnerství s obřadem           | Yes                            | -                                                                    |
| Západní Austrálie                   | Fakticky existující svazky bez registrace    | Yes                            | -                                                                    |

Doporučení ke státním návrhům zákona o manželství osob stejného pohlaví:

V prosinci 2013 byl Nejvyšším soudem Austrálie shledán zákon legalizující manželství osob stejného pohlaví na území Teritoria hlavního města Austrálie neústavním pro nekompatibilitu s federálním Zákonem o manželství (1961). Toto má za následek faktickou neschopnost legislativních orgánů jednotlivých států a teritorií přijímat zákony uzákoňující stejnopohlavní manželství, i kdyby chtěly.

### Stejnopohlavní manželství
V důsledku novely Zákona o manželství (1961) z r. 2004 Howardovou vládou australský federální zákon oficiálně zakazuje stejnopohlavní manželství. Dosud veškeré pokusy o legalizaci stejnopohlavního manželství v rámci celé Austrálie neuspěly v parlamentu. Současná Turnbullova vláda vede politiku odmítající stejnopohlavní manželství i přes předvolební slib vypsat o této záležitosti referendum, zvítězí-li v federálních volbách 2016. Opoziční Australská strana práce stejnopohlavní manželství podporuje ve svém volebním programu a nabádá své členy k pokusům o jeho prosazení.
Teritorium hlavního města Austrálie schválilo na svém území stejnopohlavní manželství, které posléze 12. prosince 2013 zrušil Nejvyšší soud s odůvodněním, že pouze federální parlament má dostatečnou ústavní pravomoc přijímat takové zákony.
Nejvyšší soud Austrálie vydal rozsudek v prosinci 2013 a prohlásil za neplatný zákon o manželství osob stejného pohlaví na území Teritoria hlavního města Austrálie pro rozpor se Sekcí 51 XXI. Ústavy Australského svazu garantující australskému parlamentu rozhodovat ve věcech manželství a zakazující jednotlivým státům a teritoriím měnit definici manželství podle Sekce 109 Ústavy Australského svazu. Nicméně soud došel také k závěru, že „manželství“ pro účely Sekce 51 XXI. zahrnuje i samotnou přípustnost stejnopohlavního manželství, tedy vyhodnotil, že by se v budoucnu dala považovat za neústavní i samotná překážka přijetí zákona o manželství osob stejného pohlaví.
V Australském poštovním plebiscitu se 61,6 % oprávněných voličů vyslovila „pro“ přijetí zákona o stejnopohlavním manželství. Návrh zákona o sňatcích párů stejného pohlaví byl svazovému parlamentu předložen krátce poté, co byly zveřejněny výsledky nezávazného hlasování. 29. listopadu 2017 byla příslušná novela zákona o manželství přijatá Senátem v poměru hlasů 43:12. 7. prosince 2017 ji přijala Sněmovna reprezentantů. 8. prosince 2017 podepsala nový zákon o manželství britská královna v zastoupení generálním guvernérem. Účinným se pak stal ihned následující den 9. prosince 2017. Stejnopohlavní manželství uzavřená v zámoří budou automaticky uznány jako první manželství podle novelizovaného manželského zákona. Homosexuální budou moci uzavřít sňatek od 9. ledna 2018.

### Imigrace a sponzorství
V r. 1985 došlo k úpravě Migračního zákona 1958 (Cth) z důvodu rostoucího nátlaku ze strany Gay and Lesbian Task Force (GLTIF). Stejnopohlavní páry získaly nárok na společné vízum, dále získali občané Austrálie a osoby trvale se zdržující se na jejím území právo pozvat svého stejnopohlavního partnera do Austrálie. Na rozdíl od manželských párů však musejí být vzájemně závislí partneři de facto schopni prokázat soužití v minimální délce trvání dvanácti měsíců. Nicméně této povinnosti mohou být dle imigračních směrnic zproštěni, pokud se zapíší do Registru narození, manželství a úmrtí. Dočasné a trvalé vízum (podtřídy 310 a 110) garantuje jeho držiteli právo se zdržovat, pracovat, studovat a využívat zdravotnictví na území Austrálie.

### Dědická a majetková práva
Na rozdíl od manželských párů, kde je pozůstalý manžel chápán jako dědic ze zákona, potřebovaly páry stejného pohlaví tyto záležitosti řešit prostřednictvím jiných právních úprav. Pozůstalým druhům není garantován nárok na pozůstalostní důchod, pokud jejich stejnopohlavní protějšek zemře. Homosexuální a de facto spolu žijící páry, které se rozejdou, nemají stejná vzájemná majetková práva jako páry manželské podle federálního zákona a musejí řešit záležitosti svého rozchodu prostřednictvím státních, nikoli rodinných soudů. Plán zrovnoprávnění homosexuálních a de facto spolu žijících párů v těchto záležitostech byl předmětem politických debat od r. 2002, kdy se všechny státy vyjádřily pro, nicméně přijetí nových zákonů zablokovala Howardova vláda trvající na vyloučení párů stejného pohlaví.
V červnu 2008 zpracovala Ruddova vláda návrh Zákona o rodině (Finanční a jiné aspekty soužití de facto) z r. 2008 preferující řešení majetkových a jiných aspektů homosexuálních a de facto spolu žijících párů prostřednictvím rodinného, nikoli Nejvyššího soudu. Nejednalo se o jednu ze 100 zamyšlených reforem, nýbrž o nápravu toho, co se nepodařilo prosadit za Howardovy vlády. Koaliční pozměňovací návrhy neprošly a nový zákon byl přijat v listopadu 2008.

## Ochrana před diskriminací
Ještě před 1. srpnem 2013 neměla Austrálie komplexní legislativu chránící jiné sexuální orientace před diskriminací na federální úrovni. Nicméně díky ratifikaci australské dohody o implementaci principů nediskriminace v zaměstnání a povolání dle Konvence č. 111 Mezinárodní pracovní organizace a zákonů Komise pro lidská práva a rovné příležitosti ustavené v r. 1986 se posílil právní význam stížností na diskriminaci v zaměstnání a povolání na základě různých aspektů mezi něž spadá i sexuální orientace, stejně tak i řešení sporů smírčím řízením. Pokud se obě strany nemohou dohodnout, celá záležitost se předává federálnímu generálnímu prokurátorovi, který záležitost postoupí parlamentu. Diskriminace jiných sexuálních orientací v pracovněprávních vztazích je ilegální také podle Pracovního zákona z r. 2009 postupujícího veškeré stížnosti k ombudsmanovi pro pracovněprávní záležitosti.
Zákon o lidských právech v sexuální oblasti z r. 1994 garantuje všem plně svéprávným osobám (starším 18 let) právo na konsensuální a soukromý pohlavní styk nedotčený zásahy státních orgánů. Tento zákon je platný na celém území Austrálie, tzn. všech státech a teritoriích.
Na konci r. 2010 oznámila Gillardova vláda svůj záměr zabývat se přijetím federálních anti-diskriminačních zákonů v různých oblastech, které by zahrnovaly jak sexuální orientaci, tak i genderovou identitu. Od tohoto záměru bylo sice nakonec upuštěno, ale Gillardův vládní kabinet zpracoval jinou legislativu, jejíž obsah je vysvětlen níže.
25. června 2013 přijal australský federální parlament návrh novely Zákona o pohlavní diskriminaci (zahrnuje sexuální orientaci, genderovou identitu i status neurčitého pohlaví) z r. 2013 se značnou podporou jak z obou komor parlamentu, tak i Jejího veličenstva a generálního guvernéra, kteří jej o tři dny později podepsali. Nový zákon nabyl účinnosti 1. srpna 2013, čímž se Austrálie stala první zemí na světě, která zakazuje diskriminaci leseb, gayů, bisexuálů, translidí a intersex lidí na celostátní úrovni. Poskytovatelé péče pro seniory vlastněné církevními organizacemi nesmějí vylučovat žadatele z důvodu jejich LGBTI statusu nebo soužití s osobou téhož pohlaví. Nicméně soukromé školy a nemocnice vlastněné církví jsou z federálního zákona vyloučeny. Náboženské výjimky se však nevztahují na status neurčitého pohlaví.
Mimo federální antidiskriminační zákony má každý stát a teritorium své vlastní právní předpisy chránící LGBTI minoritu před diskriminací.

## Adopční a rodičovská práva
Státy a teritoria si utvářejí vlastní zákony o adopci tak, aby nejlépe vyhovovaly zájmům dětí. Postoj jednotlivých právních úprav ke stejnopohlavnímu rodičovství a adopcí je v každém státě a teritoriu jiný. Páry stejného pohlaví si mohou společně osvojit dítě v Novém Jižním Walesu, Teritoriu hlavního města Austrálie, Západní Austrálii a Victorii (účinnost od 1. září 2016), zatímco v Severním Teritoriu a Jižní Austrálii jsou homosexuální páry z adopce zcela vyloučeny. Podle Sčítání lidu Austrálie (2011) žije v homoparentálních rodinách cca 6 300 dětí, což je oproti roku 2001 nárůst 3 400. Z hlediska celkové populace dětí a rodin se jedná pouze o jednu desetinu (0,1 %). Dobrovolné a bezplatné surogátní mateřství je legální ve všech státech a teritoriích Austrálies výjimkou Západní a Jižní Austrálie. Zpoplatněné náhradní mateřství je ilegální na celostátní úrovni. V poslední době došlo k rapidnímu nárůstu využívání služeb surogátních matek v zámoří, a to jak u homosexuálních, tak i heterosexuálních párů, což vyvolalo několik zásadních právních otázek v oblasti občanských a rodičovských práv. Podle odhadů se v Austrálii uskutečnil pouze 1 z 20 procesů surogátního mateřství, přičemž většina dobrovolnic pocházela zejména z Jihovýchodní Asie a Spojených států.
| Stát/Teritorium                     | Společná adopce páry stejného pohlaví | LGBT individiální adopce | Adopce dítěte partnerem rodiče | Altruistické surogátní mateřství pro gay páry |
| ----------------------------------- | ------------------------------------- | ------------------------ | ------------------------------ | --------------------------------------------- |
| Nový Jižní Wales a Norfolk          | (2010)                                | (2000)                   | (2010)                         | Yes                                           |
| Teritorium hlavního města Austrálie | (2004)                                | (1993)                   | (2004)                         | Yes                                           |
| Západní Austrálie                   | (2002)                                | [ 85 ]                   | (2002)                         | (jediný případ takového zákazu v Austrálii)   |
| Tasmánie                            | (2013)                                | [ 86 ]                   | (2004)                         | Yes                                           |
| Victoria                            | (od 1. září 2016)                     | Yes                      | (2007)                         | Yes                                           |
| Queensland                          | (2016)                                | (2009)                   | (2016)                         | (2010)                                        |
| Severní teritorium                  | Návrh v jednání                       | [ pozn. 1 ]              | Návrh v jednání                | / Právo se k tomu nevyjadřuje                 |
| Jižní Austrálie                     | 2017                                  | 2017                     | 2017                           | Yes                                           |

## Sociální podmínky

### Služba v armádě
V r. 1992 záložnice v australské armádě podala stížnost ke Komisi pro lidská práva a rovné příležitosti kvůli svému vyloučení z důvodu homosexuální orientace. Komise požadovala přezkum dlouhotrvajícího zákazu služby LGBT minority v Ozbrojených silách Austrálie. V červnu 1992 senátor a ministr obrany Robert Ray namísto zrušení ještě posílil zákaz služby LGBT vojáků začleněním definice „neakceptovatelné sexuální chování“ do oddílu sexuální obtěžování a zločiny v civilním a vojenském právu. Toto rozhodnutí se setkalo s obrovským odporem u tehdejšího ministerského předsedy Paula Keatinga, který následně sestavil zvláštní Výbor pro pracovní záležitosti, který se měl zabývat odstraněním zákazu služby LGBT vojáků. V září 1992 rozhodl Výbor v poměru hlasů 4:2 pro zrušení zákazu spolu s předsedou Terrym Aulichem. I přes odpor ze strany některých vojenských organizací a RSL (Retutned and Serices League of Australia) se doporučení setkalo s přijetím od komisaře pro lidská práva Brianem Burdeinem a generálním prokurátorem Michaelem Duffym. Následná veřejná diskuse donutila Keatingův vládní kabinet zrušit zákaz i přes odpor ministra obrany. Po vydání rozhodnutí se ministerský předseda Keating podporující zrušení zákazu vyjádřil takto: „Vládní krok odráží podporu obyvatel odstranit diskriminaci v zaměstnání a motivovat australskou armádu k toleranci, která v zemi panuje.“ Ozbrojené síly Austrálie existenci homosexuálních mužů a žen ve svých řadách připouštějí a zapřísahají se vládě, že již nebudou tyto osoby prověřovat, či jinak diskriminovat z důvodu sexuální orientace.
Současně připouštějí ADF (Australian Defence Forces - Ozbrojené síly Austrálie) takzvané vztahy vzájemné závislosti, mezi něž spadají i homosexuální, a aktivní členové mají na základě nich právo na jisté benefity. Např. výhody v bydlení, stipendiích, vzdělávání a dovolené. K prokázání závislosti musejí páry stejného pohlaví sepsat „prohlášení o vstupu do personálního vztahu“, jehož součástí jsou také povinnosti vzájemné finanční a jiné podpory. Partneři mají dále také vůči ADF nárok na penzi a jiné pozůstalostní benefity po zemřelých protějšcích. Under the Human Rights Commission Act 1986, Diskriminace nebo šikana jiných sexuálních orientací, ať už heterosexuálních, homosexuálních nebo bisexuálních, je zakázaná. Zájemci o službu v armádě nejsou tázáni na sexuální orientaci, ani se o ní nikdo nezajímá a nepovažuje ji za kritérium v rozhodování o kariérním sestupu a vzestupu.
The DEFGLIS (Defence Force Gay and Lesbian Information Service) je neoficiální organizací pravidelně sdružující civilní členy Australian Defence Organistaion (ADO), kteří jsou gayové, lesby, bisexuální, intersex nebo trans (GLBIT) a spojenci.

### Zákaz dárcovství krve
Australský červený kříž odmítá přijímat krev od mužů majících sex s muži v prvních dvanácti měsících. Několik dalších států má toto omezení dárcovství MSM delší než 1 rok anebo dokonce doživotní. Ke změně tohoto přístupu mělo dojít poprvé v roce 2005 pomocí Tasmánského antidiskriminačního tribunálu. Ten o čtyři roky později v květnu 2009 stížnost, že je regulace neopodstatněná, zamítl.

## LGBT práva a náboženství v Austrálii

### Náboženské skupiny odmítající LGBT práva
Australská křesťanská lobby, založená v r. 1995, a Asociace australských katolických rodin, založená v r. 1980, jsou nejtvrdší odpůrci manželství a adopcí homosexuálních párů.
Biskup Peter Jensen, bývalý arcibiskup evangelické Anglikánské diecése v Sydney, rovněž patří mezi přední odpůrce homosexuality. Podle jeho názoru je akceptace homosexuality adorací toho, co Bůh nazývá hříchem.Zástupci Australské anglikánské církve otevřeně nesouhlasí s registrovaným partnerstvím a jinými formami státního uznávání stejnopohlavního soužití, které dle jejich přesvědčení relativizují a podrývají tradiční křesťanskou podstatu manželství coby svazku jednoho muže a jedné ženy.
Bývalý sydneyský katolický arcibiskup kardinál George Pell věří a v rámci církve také učí o legitimitě sexuální aktivity pouze v rámci manželství, svazku muže a ženy, a odmítá jakoukoli mimomanželskou sexuální aktivitu. „Katolická církev i nadále odmítá akceptovat mimomanželský sex, tzn. i homosexuální pohlavní styk, stejně tak i šíření informací o homosexualitě mezi dětmi a mládeží,“ tvrdí George Pell.
Australská federace islámských koncilů, která je považovaná za nejvýznamnější islámskou organizaci v Austrálii, ostře vystupuje proti boji s diskriminací vůči stejnopohlavním partnerům ve federálním zákonu. Předseda Ikeval Patel toto stanovisko odůvodňuje tak, že se tímto způsobem ohrožuje „svátost“ manželství mezi mužem a ženou/mužem a několika ženami, což je jádro podpory rodin.
The Salt Shakers je skupina aktivistů za křesťanskou etiku založená v Melbourne, stát Victoria. Jejími členy jsou lidé z několika křesťanských denominací a hlavní činností získávání prostředků na podporu křesťanů a kostelů. Rovněž se pohybuje i ve veřejném prostoru prostřednictvím konzultací, lobbování a prezentování křesťanské perspektivy ve všedních oblastech společenského dění. To zahrnuje tudíž i zasílání tiskových zpráv, poskytování rozhovorů k aktuálním tématům, a to jak na vládní půdě, tak i v médiích. Podle stanoviska této skupiny je homosexualita hřích.
Křesťanská organizace Exclusive Brethren stála za veřejnou kampaní v místním tisku proti tasmánské pro-gay politice Australských Zelených, která byla vládnoucí stranou až do Tasmánských státních voleb r. 2006, zahrnující stejnopohlavní manželství, LGBT adopci a pěstounství (něco z toho už právní řád státu Tasmánie uznává).
Gender Matters, založená v říjnu 2008, je koalicí 17 skupin a organizací, mezi něž patří Asociace australských rodin, Národní aliance křesťanských osobností, Globální aliance exodus, Nadace otcovství a Salt Shakers, podporuje tradiční genderové stereotypy. Její filozofie rovněž spočívá v náhledu na manželství jako na výhradní svazek muže a ženy, přístup k adopci pouze pro heterosexuální páry, stejně tak i k asistované reprodukci a náhradnímu mateřství. Vystupuje i proti civilním svazkům a registrovaném partnerství pro páry stejného pohlaví.

### Náboženské skupiny podporující LGBT práva
Od r. 2003 umožňuje Unie australských kostelů svěcení sexuálně aktivních homosexuálů s tím, že u každého presbytáře se musí individuálně a objektivně zvážit jeho schopnosti kněžského života.
Jsou známy také případy jednotlivých duchovních podporujících práva LGBT a manželství osob stejného pohlaví i navzdory faktu, že jejich církev nezaujímá k tomuto žádné oficiální stanovisko. Otec Frank Brennan se v magazínu Eureka Street vyjádřil takto: „Ačkoliv by církevní instituce neměli být nuceny ke změně svého historického stanoviska o manželství jako výhradním svazku muže a ženy, je třeba umět rozlišit mezi občanským právem a katolickou svátostí manželství. Proto se nijak nebráním legalizaci registrovaného partnerství či přímo stejnopohlavního manželství v rámci občanského práva za podmínky, že s tím bude většina populace souhlasit.“
Progresivní australská židovská komunita práva LGBT silně podporuje, zatímco ortodoxní větve stále zaujímají spíše konzervativní postoj. 5. června 2007 Koncil progresivních rabínů Austrálie, Nového Zélandu a Asie zrušil svůj zákaz konání obřadů sňatků párů stejného pohlaví. O čtyři roky později, 19. května 2011 ten samý rabínský koncil oznámil svojí podporu rovnosti manželství v rámci australského práva. Tato zpráva se dočkala obrovského ohlasu v místních médiích po svém zveřejnění organizací Australian Marriage Equality 25. května 2011.

## Souhrnný přehled

### Federální úroveň
| Federální | Stejnopohlavní manželství      | Status soužití de facto | Status registrovaného partnerství | Rovný věk legální způsobilosti k pohlavnímu styku     | Antidiskriminační legislativa | Adopce a pěstounská péče | Zápis obou rodičů v rodném listěRecognition of parents on birth certificate | Přístup k asistované reprodukci, surogátnímu mateřství apod. | Možnost změny pohlaví                                 |
| --------- | ------------------------------ | ----------------------- | --------------------------------- | ----------------------------------------------------- | --- | ------------------------ | --------------------------------------------------------------------------- | ------------------------------------------------------------ | ----------------------------------------------------- |
| Austrálie | (Legální od 9. prosince 2017') | (rodinné právo)         | (rodinné právo)                   | (závisí na právní úpravě konkrétního státu/teritoria) | (Novela zákona o pohlavní diskriminaci (zahrnuje i sexuální orientaci, genderovou identitu a status neurčitého pohlaví) z r. 2013) | (rodinné právo)          | (rodinné právo)                                                             | (rodinné právo)                                              | (závisí na právní úpravě konkrétního státu/teritoria) |

### Státy/Teritoria
| State/Territory                                                               | Mužské homosexuální akty legalizovány | Výmaz z trestního rejstříku                                                             | Zrušení odlišného zacházení se sexuálními menšinami v trestněprávní oblasti | Status soužití de facto | Status registrovaného partnerství | Rovný věk legální způsobilosti k pohlavnímu styku | Antidiskriminační legislativa | Adopce a pěstounská péče | Zápis obou rodičů do rodného listu | Přístup k asistované reprodukci, surogátnímu mateřství apod.                    | Možnost změny pohlaví              |
| ----------------------------------------------------------------------------- | ------------------------------------- | --------------------------------------------------------------------------------------- | --------------------------------------------------------------------------- | ----------------------- | --------------------------------- | ------------------------------------------------- | ----------------------------- | ------------------------ | ---------------------------------- | ------------------------------------------------------------------------------- | ---------------------------------- |
| Teritorium hlavního města Austrálie                                           | 1976                                  | 2015                                                                                    | 2004                                                                        | Yes                     | Yes                               | 1985                                              | Yes                           | 2004                     | Yes                                | Yes                                                                             | (bez požadavku operativní změny)   |
| Nový Jižní Wales                                                              | 1984                                  | 2014                                                                                    | 2014                                                                        | Yes                     | Yes                               | 2003                                              | 1982                          | 2010                     | Yes                                | Yes                                                                             | Yes                                |
| Norfolk (Poznámka: Od r. 2016 je subjektem práva Nového Jižního Walesu - NSW) | 1993                                  | (viz NSW)                                                                               | (viz NSW)                                                                   | 2006                    | (viz NSW)                         | 1993                                              | (viz NSW)                     | (viz NSW)                | (viz NSW)                          | (viz NSW)                                                                       | (viz NSW)                          |
| Severní teritorium                                                            | 1983                                  | No                                                                                      | 2006                                                                        | Yes                     | No                                | 2004                                              | Yes                           | No                       | Yes                                | Yes                                                                             | Yes                                |
| Queensland                                                                    | 1990                                  | (návrh v jednání)                                                                       | (návrh v jednání)                                                           | Yes                     | Yes                               | 2016                                              | 2002                          | 2016                     | Yes                                | Yes                                                                             | Yes                                |
| Jižní Austrálie                                                               | 1975                                  | / 2013 (lze aplikovat zákon o rehabilitaci neoprávněně stíhaných, zatím nepraktikováno) | (pouze v rámci anglosaského práva)                                          | Yes                     | Yes                               | 1975                                              | Yes                           | (ještě není účinný)      | Yes                                | (asistovaná reprodukce zakázaná) (návrh novely čeká na stanovisko dolní komory) | (není požadována operativní změna) |
| Tasmánie                                                                      | 1997                                  | (návrh v jednání)                                                                       | 2003                                                                        | Yes                     | Yes                               | 1997                                              | Yes                           | 2013                     | Yes                                | Yes                                                                             | Yes                                |
| Victoria                                                                      | 1981                                  | 2014                                                                                    | 2005                                                                        | Yes                     | Yes                               | 1981                                              | Yes                           | 2016                     | Yes                                | Yes                                                                             | Yes                                |
| Západní Austrálie                                                             | 1990                                  | No                                                                                      | 2008                                                                        | Yes                     | No                                | 2002                                              | Yes                           | 2002                     | Yes                                | / (Umělé oplodnění legální, Surogátní mateřství ilegální)                       | Yes                                |